# Белоруси у Русији
Белоруси су једна од етничких група у Русији. У попису 2002. године 807.970 грађана Русије потврдило је своју белоруску етничку припадност. Велике белоруске групе живе у регионима Москве, Санкт Петербурга, Калињинграда. Већина Белоруса у Русији су мигранти из модерне Белорусије или њихови потомци, а мањи део њих у Русији су аутохтони.

## Географија
Према попису Руске Империје, Белоруси су живели на територијама модерне Смоленске и Брјанске области. Мали број Белоруса је живело у модерној Калушкој, Псковској и Орловској области.

## Број становништва
Број Белоруса у модерној Русији
| Година | Популација |
| ------ | ---------- |
| 1959   | 844,000    |
| 1970   | 964,700    |
| 1989   | 1,206,000  |
| 2002   | 807,970    |